# اسپایدر لوک
اسپایدر لوک (انگلیسی: Spider Loc؛ زادهٔ ۱۹ ژانویهٔ ۱۹۷۹) خواننده رپ و هنرپیشه اهل ایالات متحده آمریکا است. وی از سال ۲۰۰۰ میلادی تاکنون مشغول فعالیت بوده‌است.